# Cyril Hinshelwood
Cyril Norman Hinshelwood, född 19 juni 1897 i London, död 9 oktober 1967 i London, var en brittisk kemist som 1956 fick Nobelpriset i kemi. Han och Nikolaj Semjonov delade Nobelpriset för deras forskning om kemiska reaktioners mekanismer.
Hinshelwood föddes i London till föräldrarna Norman Macmillan Hinshelwood och Ethe Frances, född Smith. Han började i skolan i Kanada men flyttade tillbaka till England med sin mor när hans far dog 1905. Han skulle komma att bo kvar i samma lägenhet resten av sitt liv, och han gifte sig aldrig. 
Han studerade vid Westminster City School och arbetade tre år vid en sprängämnes- och ammunitionsfabrik till första världskrigets slut, för att därefter börja studera vid Balliol College vid Oxford University där han tog master- och doktorsexamina. Från 1937 var han professor i kemi i Oxford. Han studerade reaktionskinetik och publicerade flera böcker på området, och det var dessa studier som gav honom Nobelpriset.
En av de reaktioner som Hinshelwood och hans forskargrupp i Oxford studerade var förbränning av väte i syrgas, och de kom fram till att denna fortskred i form av en kedjereaktion, vilket de publicerade 1926. Hinshelwood klarlade också att många reaktioner sker enskilt, utan kedjereaktioner.
Hinshelwood blev Fellow of the Royal Society 1929. Han adlades 1948 och tilldelades Order of Merit 1960. Han erhöll Davymedaljen 1942 och Copleymedaljen 1962.